# Jacmel
Jacmel (Haitianisch-Kreolisch Jakmèl) ist eine Stadt in Haiti und Hauptort des Arrondissements Jacmel im Département Sud-Est und wurde im Jahr 1698 gegründet. Die Einwohnerzahl der Stadt wird auf 40.000 geschätzt; sie liegt damit an zwölfter Stelle in der Größenrangliste der Städte Haitis.
Das historische Zentrum der Stadt wurde 2004 von Haiti auf die Vorschlagsliste zur Aufnahme in das UNESCO-Welterbe gesetzt. Viele der historischen Gebäude aus der französischen Kolonialzeit wurden durch das schwere Erdbeben am 12. Januar 2010 stark in Mitleidenschaft gezogen. Mittlerweile sind fast alle Schäden beseitigt und die Stadt, die als eine der kulturell interessantesten in Haiti gilt, hat ihr altes Flair großteils wiedererhalten. Die schmiedeeisernen Gebäude mit durchgängigen Arkaden werden zum Teil mit dem French Quarter in New Orleans verglichen. Berühmt ist Jacmel ebenfalls durch den Karneval mit sehr eigenständigem Charakter.
Seit 1988 ist Jacmel Sitz des römisch-katholischen Bistums Jacmel.

## Geographie
Jacmel liegt etwa 80 Kilometer südlich der Hauptstadt Port-au-Prince an der Südküste von Hispaniola, in einer etwa drei Kilometer weiten Bucht. Der Rivière de la Cosse mündet hier in das Karibische Meer.
Die Stadt verfügt über einen kleinen Hafen (UN/LOCODE: HTJAK), der von der Autorité Portuaire Nationale betrieben wird; er kann von großen Schiffen nicht angelaufen werden.
Die Asphalt-Landebahn des Aéroport de Jacmel (ICAO-Code: MTJA) hat eine Breite von 29 m und eine Länge von 1006 m.

## Geschichte
Die Stadt wurde 1698 von französischen Kolonisten gegründet. Die Herkunft des Namens ist unklar. Es heißt, der Name gehe auf den Namen einer Siedlung der Taíno mit dem Namen Yaquimel zurück, andere Quellen weisen nennen den Namen von Jacques Melo, der demnach als einer der Gründer des kolonialen Ortes zum Namenspatron der Stadt wurde. Im 18. Jahrhundert entwickelte sich die Stadt zu einer wichtigen Hafenstadt, von der vor allem Kaffee verschifft wurde. Als Ende des 18. Jahrhunderts die große mulattische Bevölkerung der Stadt eine Gleichberechtigung mit den Weißen verlangte, wurde die Stadt zu einem Kriegsschauplatzes im Aufstand der Schwarzen gegen die Kolonialherrschaft. Im Jahr 1816 hatte Alexandre Sabès Pétion, der damalige Präsident Haitis, Simón Bolívar hier zu Gast, als der seine Anhänger bewaffnete. Mitte des 19. Jahrhunderts liefen die meisten Dampfschiffe auf dem Weg zwischen der Karibik und Europa den Hafen Jacmels an. Die Stadt war die erste Stadt in der Karibik mit Telefon und einer Wasserversorgung. An Heiligabend 1895 wurde in der Stadt die erste Elektrizitätsversorgung Haitis in Betrieb genommen. 1896 brannte die Stadt nieder.

## Erdbeben 2010

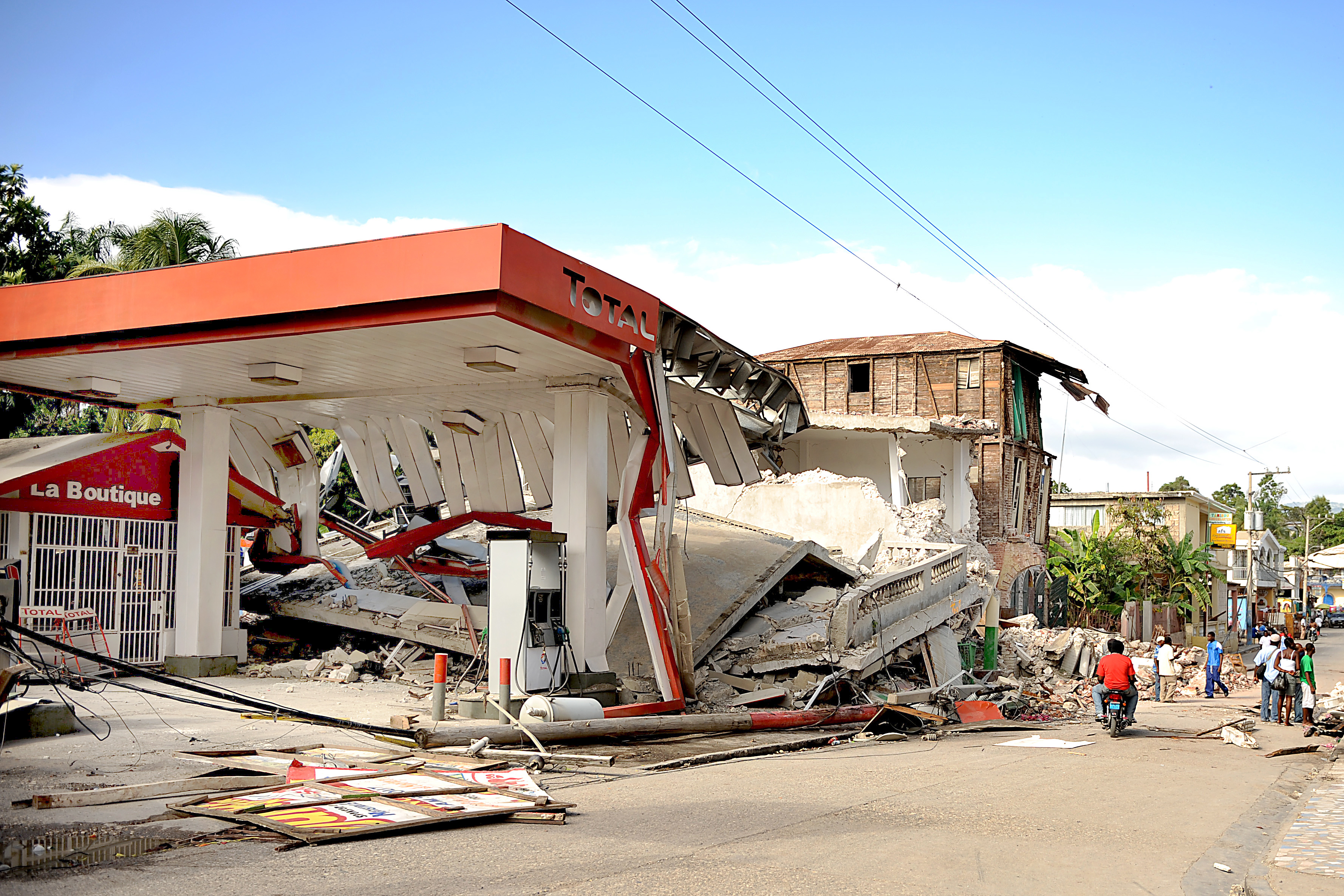
Schäden durch das Erdbeben in Jacmel

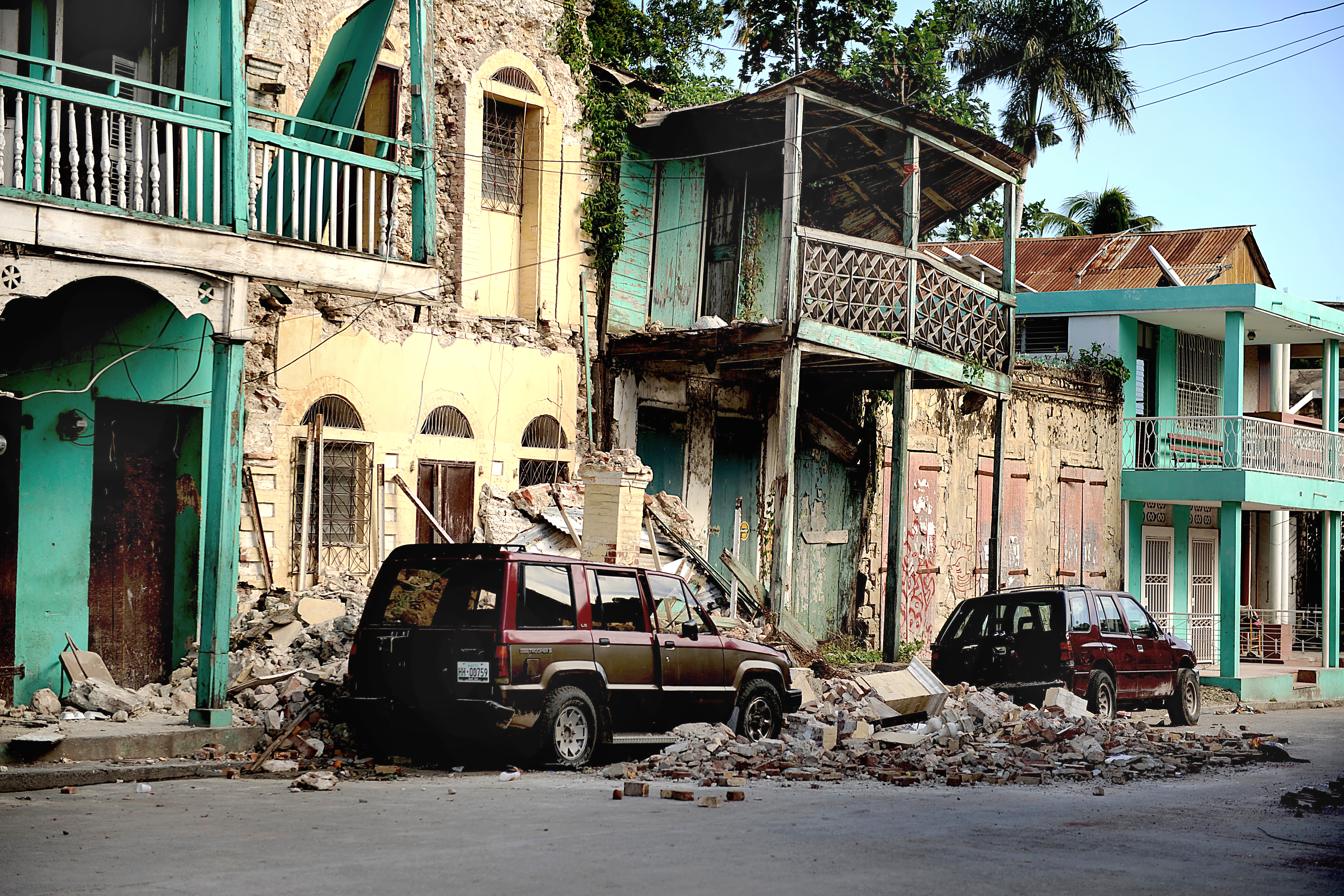
Schäden durch das Erdbeben in Jacmel

Die Stadt wurde durch das Erdbeben vom 12. Januar schwer in Mitleidenschaft gezogen. Etwa 70 % der Häuser wurden beschädigt, viele stürzten in sich zusammen. Nach Angaben des Bürgermeisters kamen durch das Erdbeben 400–500 Einwohner der Stadt ums Leben, mehr als 4000 weitere wurden verletzt. Die historische Markthalle, die 1895 von belgischen Handwerkern gebaut wurde und viele der historischen Herrenhäuser mit den schmiedeeisernen, von Gusseisen getragenen Balkonen widerstanden den Erdstößen. Das Alexandra Manor Hotel jedoch, ein für seine Architektur bekanntes Gebäude und die meisten Häuser in den ärmeren Stadtteilen stürzten ein oder wurden irreparabel beschädigt.
225 kanadische Soldaten sind mit der Fregatte HMCS Halifax nach Jacmel gebracht worden, um den Betroffenen zu helfen. Die Fregatte konnte den Hafen jedoch nicht direkt anlaufen, da dieser zu seicht ist. Der Flugplatz der Stadt war nach dem Erdbeben zunächst nicht nutzbar, kanadische Truppen haben zunächst mit Hubschraubern vom Typ CH-146 Griffon und ab 19. Januar auch mit Flugzeugen vom Typ CC-130 Herkules Hilfsgüter in die Stadt geflogen und Verletzte sowie Ausländer ausgeflogen. Die kanadische Regierung konzentriert sich mit ihren Hilfsmaßnahmen auf Ersuchen der Regierung Haitis auf Jacmel und die Umgebung. Die Familien von Michaëlle Jean, Kanadas derzeitigem Governor General, wurde in Jacmel geboren.
Mittlerweile ist die Stadt zum überwiegenden Teil wieder aufgebaut, neue Hotels sind im Bau und die Küstenpromenade wird derzeit (Januar 2014) neu hergerichtet. Das alte Gefängnis in der Altstadt wird aufwendig saniert. Die Kathedrale ist geschlossen, der Beginn von Renovierungsarbeiten ist nicht abzusehen.

## Bildung
Die einzige Filmhochschule Haitis hat ihren Sitz in Jacmel.

## Städtepartnerschaft
- Straßburg und Jacmel sind seit 1996 Partnerstädte.

## Söhne und Töchter der Stadt
- Michel Oreste (1859–1918), Politiker und Präsident von Haiti
- René Depestre (* 1926), Schriftsteller